# Liberata
Liberata – żeński odpowiednik imienia Liberat oznaczające osobę "uwolnioną", "wyzwoloną". Patronką tego imienia jest m.in. św. Liberata z Como, żyjąca w VI wieku i św. Liberata z Luzytanii żyjąca w II wieku.
Liberata imieniny obchodzi 18 stycznia, 5 lipca, 23 września, 12 grudnia.